# Briana Cuoco
Briana Justine Cuoco (nascuda el 29 de novembre de 1988) és una actriu, cantant i coreògrafa nord-americana. És germana de l'actriu Kaley Cuoco.